# 德式烤豬腳

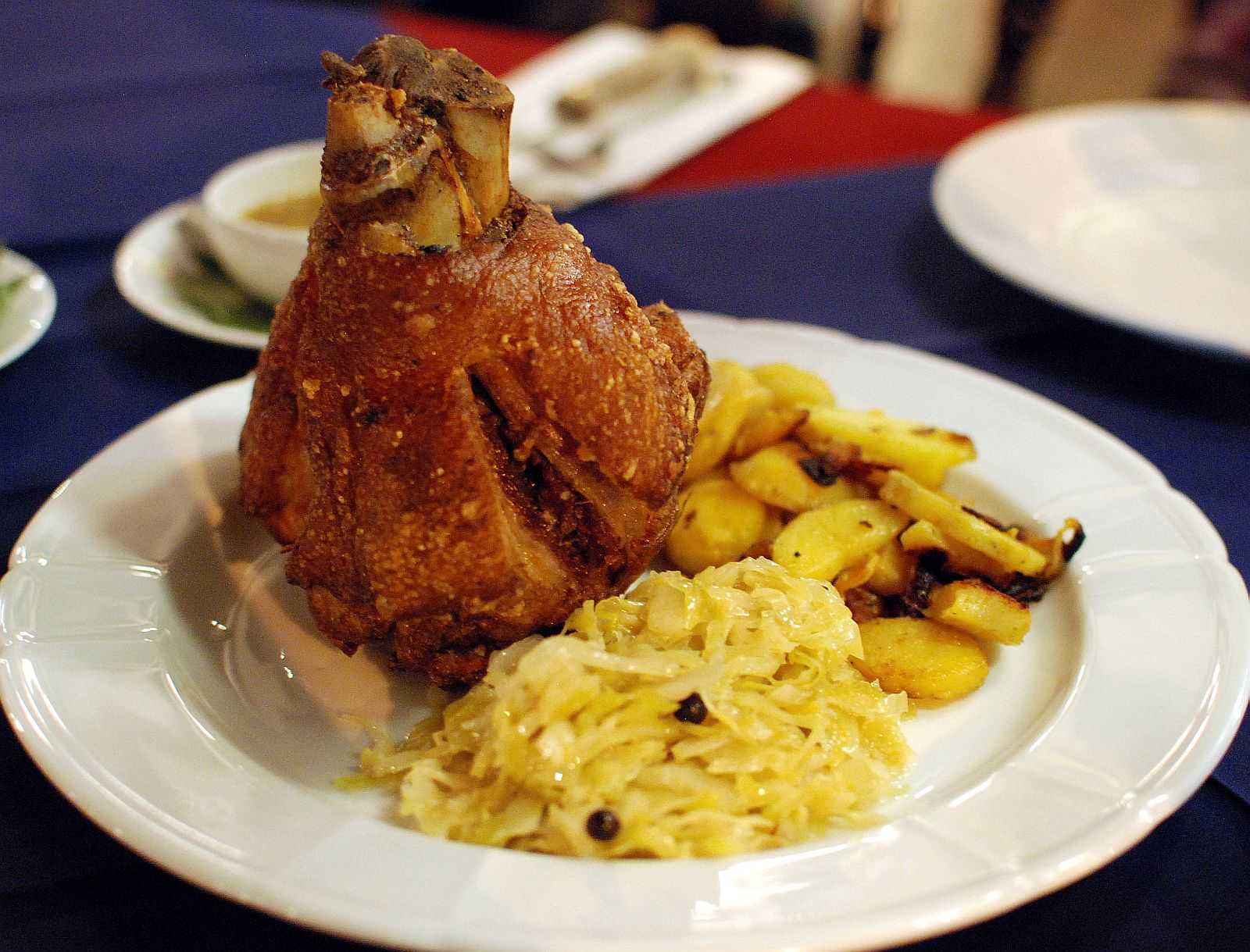
搭配煎馬鈴薯、酸菜一起供應的德國烤豬腳

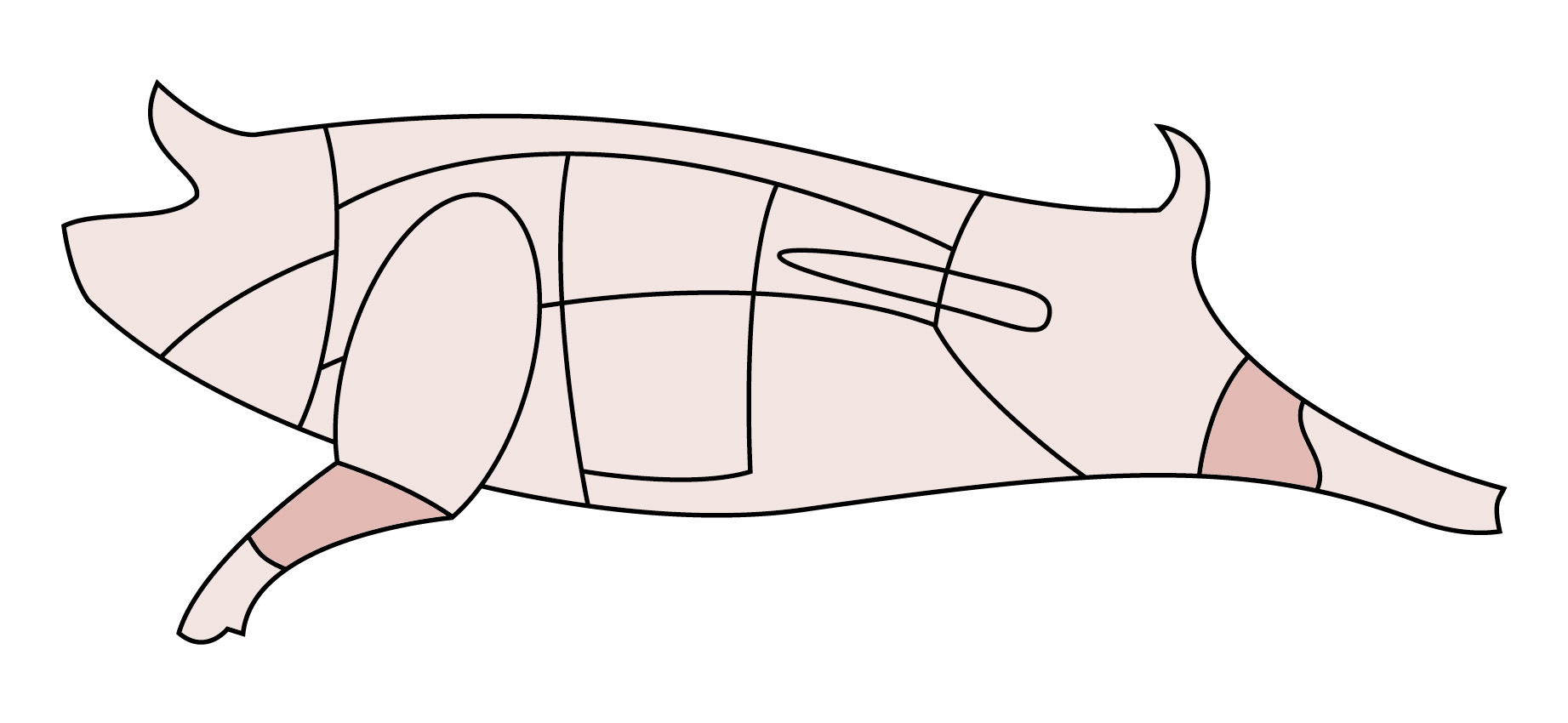
豬腳位置

德式烤豬腳 (德語：Schweinshaxe) 是一道德國菜，為將醃製過的豬腳烤至外皮焦香酥脆而成，在巴伐利亞尤其普及。在奧地利被稱為「Stelze」，一般會預先與葛縷子及大蒜一起浸泡或煮，再烤至表皮酥脆，進食時蘸以芥末醬。
以豬腳製作的德國料理還有德式炖猪脚 (Eisbein)，由醃製後的猪肘再加炖煮而成。